# Pedro Caro y Sureda de la Romana

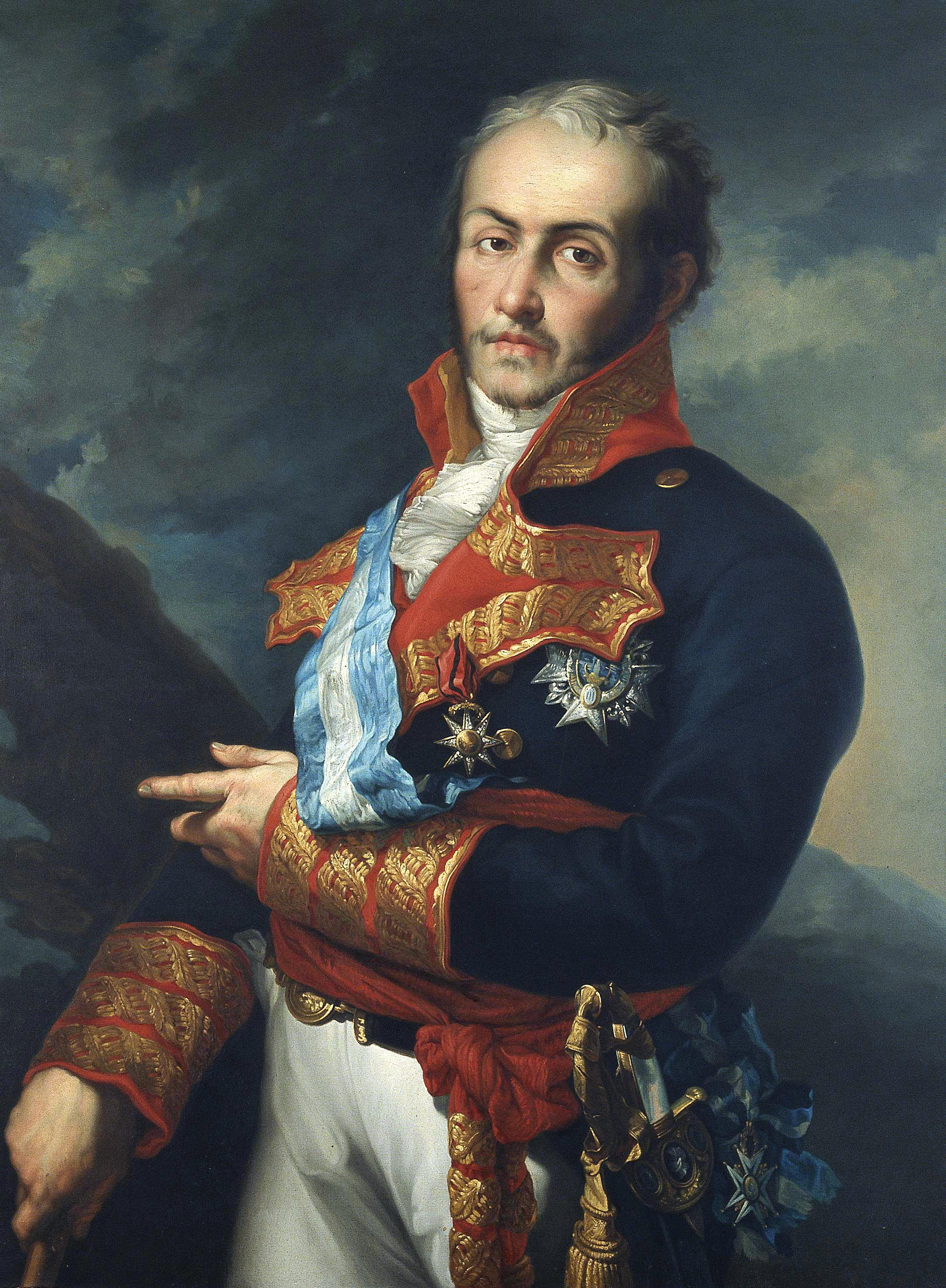
General Caro y Sureda, marqués de La Romana

Pedro Caro y Sureda-Valero y Maza de Lizana, 3. marqués de La Romana (* 2. Oktober 1761 in Palma de Mallorca; † 23. Januar 1811 in Cartaxo) war ein spanischer General während des Napoleonischen Krieges in Spanien.

## Leben

### Frühe Karriere
Geboren wurde er 1761 in Palma de Mallorca in einer Adelsfamilie der Balearen. Als er zehn Jahre alt war, besuchte er mit seinem Bruder José die Dreifaltigkeitsschule in Lyon. Als der Vater frühzeitig verstarb gewährte König Carlos III. den Brüdern am 7. Juli 1775 den Eintritt in die königliche Marine. Er studierte Hebräisch und Mathematik an der Universität von Salamanca und setzte seine Ausbildung in Geisteswissenschaften am Real Seminario de Nobles in Madrid fort. Nachdem er sein Studium beendet hatte, wurde er 1778 in die Marine nach Cartagena geschickt. In Cartagena wurde er zum Alferez de Fragata und zum Adjutanten von General Ventura Moreno befördert.
Als 1779 Spanien und Großbritannien in den Krieg zogen ordnete der König an, die Insel Menorca  zurückzuerobern. Pedro wurde zur Blockade und Belagerung von Gibraltar entsandt. Eine Flotte von 73 Transportschiffen verließ am 23. Juli 1781 mit 8000 Soldaten an Bord wurden auf die Insel Menorca gesandt. Die Landstreitkräfte standen unter dem Kommando von Brigadier Ventura Moreno, und so war auch der junge Pedro am Unternehmen beteiligt. Am 5. Februar 1782 kapitulierte die Burg von San Felipe vor den Truppen des Marquis von Casa-Cagigal und dem Marquis von Peñafiel, eine Bastion, in die der britische Militärgouverneur George Murray Zuflucht genommen hatte.
Nach Kriegsende zog sich Pedro 1783 nach Valencia zurück, wo er eine Bibliothek zusammentrug, die zu einer der umfangreichsten in Spanien wurde. In dieser Zeit hatte er auch sein Studium der Fremdsprachen wieder aufgenommen. Nachdem er vom König die Erlaubnis erhalten hatte, reiste er für diplomatische Zwecke nach Wien und Berlin und später nach Moskau. Nach seiner Rückkehr wurde er auch nach Amerika entsandt, kehrte jedoch bald nach Spanien zurück. Im Jahr 1790 wurde er  auf Befehl von Konteradmiral Gravina  zum Fregattenkapitän befördert. Seine Aufgaben bestand hauptsächlich in Organisation und Logistik der Flotte. Nach Ausbruch des Krieges gegen die französische Konvention wechselte er von der Marine in die Armee, erhielt den Rang eines Obersten und wurde über seinen Onkel, General Ventura Caro, zum Kommandeur eines Jäger-Korps berufen. Pedro Caro beendete den Krieg als Generalleutnant und zog sich 1795 wieder zurück, als der Frieden unterzeichnet wurde. Diesmal ließ er sich mit seinem Freund, dem Grafen von Lumiarez (später Prinz Pio genannt) in Alicante nieder, wo er sich wieder dem Studium der Fremdsprachen widmete.
1802 kehrte er wieder in den aktiven Militärdienst zurück und wurde zum Generalkapitän von Katalonien ernannt. 1805 wurde er als Generaldirektor des Pionierwesens dem obersten Kriegsrat zugewiesen. Am 5. Februar 1807 vereinbarte König Carlos IV. mit Napoleon einen Vertrag, in dem sich Spanien verpflichte, Frankreich mit 14.000 Mann zu unterstützen. Davon lagen bereits 6000 Mann als Besatzung in Etrurien, General La Romana wurde zum neuen Kommandeur ernannt und zeigte sich in dieser Zeit dem Premierminister Godoy gegenüber loyal. Im Gegensatz dazu neigte die Partei des General Gonzalo O’Farrill, dem vorherigen Kommandeur der etrurischen Einheiten, der pro-französischen Partei zu. La Romana verblieb bei seiner königstreuen Haltung, aber sein Stellvertreter, General Juan Kindelán, war ebenfalls  pro-französisch eingestellt. Die unzuverlässige „Division del Norte“ (Division des Nordens) wurde im August 1807 unter dem Kommando von Marschall Bernadotte zugeteilt und mit der Besetzung Norddeutschlands beauftragt. Im gesamten Winter 1807–08 verbrachte die Truppen in Garnisonen um Hamburg und Lübeck.
Im Februar 1808 erklärte Großbritannien den Krieg an Dänemark und spanische Einheiten wurden entsandt, um die dänischen Häfen zu sichern. Die spanische Division rebellierte zunächst auch nicht, als Carlos IV. von seinem Sohn Fernando gestürzt wurde.

### Spaniens Aufstand
Als der Volksaufstand gegen die Franzosen (2. Mai 1808) ausbrach, war die Division von jeder Nachricht isoliert und man rechnete mit einer Meuterei. Am 11. Juni 1808 kamen einige spanische Offiziere in London an, um für britische Hilfe zu bitten, damit die Division nach Spanien zurückkehren konnte. Ein britischer Agent namens Robertson (ein irisch-katholischer Priester) wurde entsandt, um den Kontakt mit La Romana aufzunehmen. Darüber hinaus kamen am 24. Juni drei spanische Offiziere ins Hauptquartier von La Romana und drängte zum Handeln. Die britische Regierung entsandte eine Flotte, um die Spanier einzuschiffen. Am 22. Juli 1808 versuchte Marschall Bernadotte die Truppen La Romana zu einem Treueid gegenüber den König Joseph Bonaparte zu verpflichten, der Napoleon als König von Spanien installiert worden war. Zu dieser Zeit waren seine Truppen zwischen Jütland, Fünen und Seeland weit verstreut. Er befahl seinen Einheiten, sich auf die dänische Insel Nyborg zu konzentrieren und bereitete die Flucht vor. La Romana versuchte, mehr Zeit zu gewinnen, indem er vorgab den Eid zu leisten und konnte rund 9000 Mann zur Einschiffung versammeln. Am 27. August 1808 erschien die britische Flotte, doch mehr als 5000 Soldaten fielen noch in Gefangenschaft. Erst am 10. Oktober konnte der Konvoi Santander erreichen, die Infanterie wurde sofort zu Blakes Armee weitergeleitet, während die Kavallerie neu ausgerüstet werden musste. La Romana kam am 19. Oktober in La Coruña an, reiste nach Santander, wo er am 10. November ankam und am selben Tag zum Oberbefehlshaber der Westarmee ernannt wurde. Seine Truppen wurden in der Schlacht von Espinosa de los Monteros (10. November) geschlagen und beim folgenden Rückzug auf 16.000 Soldaten dezimiert die am 26. November in León ankamen. La Romana konnte mit dieser Armee den Rückzug der Briten unter Sir John Moore von Salamanca nach Galicien nur notdürftig unterstützen.
Moore forderte  engere Zusammenarbeit der spanischen Truppen mit den Eigenen. Den spanischen Truppen gelang es nur durch einige erfolgreiche Nachhutaktionen den französischen Vormarsch zeitweilig zu stoppen. Südöstlich von León, in der Schlacht von Mansilla (30. Dezember 1808) holte ihn ein unter Nicolas Soult stehendes französisches Korps ein. Soult's Kavallerie unter General Franceschi-Delonne überrannte die vom spanischen General Martinengo angeführte Nachhut. Am 26. Dezember trennte sich Moores Nachhut von La Romanas Truppen in Benavente und entkamen nach La Coruña. La Romana musste sich ohne britische Unterstützung nach Westen zurückziehen und nahm dabei den schwierigsten Weg durch Galicien. Schließlich erreichte er mit seinen Truppen am 9. Januar 1809 Valdeorras (Weinbaugebiet). In den ersten Monaten des 1809 rebellierten die Menschen in Galicien gegen die Franzosen, und mit deren Hilfe gelang es den verstreuten Spaniern mehrfach, die französischen Truppen zu besiegen (beispielsweise bei Vigo und Santiago de Compostela). Bei diesen Kämpfen spielten die Streitkräfte von La Romana eine wichtige Rolle. Zur Unterstützung der Patrioten nahm La Romana Villafranca del Bierzo ein und schaffte es, die französischen Versorgungslinien von Galicien nach León abzuschneiden.

### Letzte Kommandos
Im Mai 1809 unterstellte sich La Romana dem Befehl der Junta von Asturien, die sich bald der Zentraljunta unterstellen wollte. Im selben Monat begannen die Franzosen eine Gegenoffensive, um das in Galicien verlorene Gebiet zurückzuerobern. Die Franzosen waren nicht in der Lage, den Widerstand der nationalen Guerilla zu brechen. La Romanas Armee erholte sich in Villafranca del Bierzo. Soult plante die Wiedereröffnung der Versorgungslinie nach Galicien, wurde aber bei Puente Sanpayo (6. Juni) trotz seiner Verstärkung durch Mortier zum allgemeinen Rückzug nach Leon gezwungen. La Romana verfolgte die Franzosen nicht und konzentrierte seine Truppen (noch etwa 10.000 Mann stark) bei Verin, an der Grenze zwischen Portugal und Spanien. Als die Franzosen entdeckten, dass die Briten nicht im Duero-Tal landeten, sondern am Tagus, rückten drei Korps unter Soult sofort vor, nahmen Astorga und besetzten ganz Asturien. Am 24. August 1809 gab La Romana das Kommando seiner  Armee ab, als er zum Mitglied der Exekutivkommission der Zentraljunta ernannt wurde.
Am 19. Oktober 1809 war La Romana in Sevilla, um an der eine Wiedervereinigung der Zentraljunta teilzunehmen. Dort verteidigte er die britische Ansicht, dass alle spanischen, britischen und portugiesischen Einheiten unter einem einzigen Führer (Wellington) zusammengefasst werden sollten. Die Junta lehnte diesen Vorschlag ab, behaarte aber auf seine guten Beziehungen zu den Briten. Als Mitglied der Junta und später als Unterstützer des neuen Regentschaft war La Romana bis Sommer 1810 in Sevilla und Cádiz tätig. Im September 1810  wurde er nach Galicien geschickt, um die spanischen Truppen in Asturien zu übernehmen, welche in Nordspanien von den neuen Konzentrationen in Andalusien ablenken sollten. Als Marschall Massena im Oktober 1810 seine Invasion in Portugal begann, reagierte La Romana schnell und suchte seine 8000 Mann mit Wellington im Norden Portugals zu vereinigen, es fehlte jedoch wieder an guter Ausrüstung und Ausbildung. Die Männer von La Romana folgten den britischen Truppen zwar nach Torres Vedras, es kam aber zu keinen Gefechten. Nach dem Rückzug überzeugte La Romana Wellington, die belagerte Festung von Badajoz zu entsetzen, um eine neue Invasion Portugals zu verhindern. Wellington stimmte zu und schickte General Hill sowie die Streitkräfte von La Romana nach Elvas. Diese portugiesische Stadt wäre der Ausgangspunkt für den geplante Entsatz von Badajoz geworden. Aber bevor der Entsatz begann, starb La Romana am 23. Januar 1811 in Cartaxo (Portugal) an Dyspnoe.